# Atleterna 2015
Den andra säsongen av TV-programmet Atleterna sändes i SVT1 i åtta avsnitt mellan den 22 augusti och 10 oktober 2015. Likt den tidigare säsongen var alla deltagarna uppdelade i par om än att det var en tredjedel färre deltagare; 16 stycken istället för 24. I varje program tävlade paren i olika grenar där målet var att inte hamna sist, då man riskerade att åka ut. I finalen stod Carmen Duarte Walker (24 år, Sundbyberg) och Lasse Ohtamaa (35 år, Tumba) som slutgiltiga segrare. Dessa två fick dela på en vinstsumma på 250 000 kronor, vilka skulle ges till valfri ideell idrottsförening i Sverige.
Malin Olsson övertog rollen som programledare och tävlingsansvarige i denna säsong, medan tidigare programledaren Kajsa Bergkvist var deltagarnas coach (tillsammans med Per Fosshaug).
Inspelningarna av programmet skedde i Sätrahallen i Stockholm i maj 2015. Under inspelningen bodde deltagarna på Skärholmens gård som i programmet kallas för Atletbyn.

## Tävlingsupplägg

### Upplägg program 1-6
I varje program tävlade deltagarna i par, där varje par bestod av en kvinna och en man, och varje program bestod av tre tävlingsomgångar: en huvudtävling, en kvaltävling och en duell. I duellen avgjordes det vilken man respektive kvinna som fick stanna kvar i tävlingen respektive åka hem.

#### Huvudtävlingen
Huvudtävlingen i respektive program var den första tävlingen där alla paren som var kvar i tävlingen deltog i. Tävlingsgrenen kunde vara en gren där kvinnor tävlar mot kvinnor och män tävlar mot män, eller en par-gren som då fick samma upplägg som kvaltävlingen (se nedan). Det par som vann huvudtävlingen blev immuna mot utröstning och därmed klara för tävlan i nästkommande avsnitt, medan det par som totalt sett kom sist gick direkt till duellen. Övriga par fick gå vidare till kvaltävlingen.
Immuniteten togs i det femte programmet bort vilket gjorde att alla paren som var kvar, utom det par som kommit sist, gick direkt till kvaltävlingen.
I huvudtävlingen fanns det nio olika grenar att välja bland.

#### Kvaltävlingen
Kvaltävlingen ägde rum ett dygn efter huvudtävlingen och inför denna omgång hade deltagarna fått tid att öva med coacherna. I denna omgång stod mellan en och flera immunitetsplatser på spel medan förlorande paret hamnade i duellen.
Den gren som användes i kvaltävlingen kunde vara en tidigare använd gren i huvudtävlingen och/eller en kommande gren som inte hade använts i huvudtävlingen. Under pågående tävling fick varje par enskild tävlingstid i arenan, medan övriga par följde tävlingen från olika TV-skärmar i Green room. Paret som för närvarande låg på första plats fick sitta på en grön bänk, medan paret som för närvarande låg sist fick sitta på en röd bänk. Alla tävlande, både de i arenan och Green room, fick kontinuerligt reda på totaltabellen. 
Det par som vann kvaltävlingen fick i de fyra första och sjätte avsnittet välja gren till duellen. I det femte avsnittet var det istället vinnarna i huvudtävlingen som avgjorde duellgren.

#### Duellen
I duellen ändrades förutsättningarna för tävlingen då de två paren som möttes nu splittrades upp. Istället möttes man mot man och kvinna mot kvinna i den gren som hade bestämts i huvud- eller kvaltävlingen. Den man respektive kvinna som gick segrande ur duellen fick fortsätta tävla, medan förlorande mannen och kvinnan fick åka hem. De två vinnarna bildade också ett nytt tävlingspar. 

### Upplägg i semifinalen
Sjunde programmet var ett semifinalsheat där de 12 deltagare som åkt ur tävlingen fick en ny chans att gå till finalen. Genom hela programmet tävlade deltagarna individuellt, dock man mot man och kvinna mot kvinna i totalt tre grenar. Först avgjorde en huvudtävling vilken man respektive kvinna som skulle få gå direkt till en avgörande duell och sedan avgjordes en kvaltävling mellan resterande deltagare ytterligare en man och kvinna till duellen. I duellen var det den vinnande mannen respektive kvinnan som gick till finalen som ett tredje tävlingspar.

### Upplägg finalen
Finalen avgjordes genom två finalomgångar. I den första omgången tävlade tre par i en gren som avgjorde vilka två par som skulle få gå vidare i tävlingen. I den andra omgången kördes tre grenar där det gällde att vinna två omgångar för att ta hem segern. Efter två grenar hade en vinnare korats.

## Tävlingsgrenar
I denna säsong användes vissa grenar genom både huvudtävlingar, kvaltävling och duell medan andra grenar användes i endast en av omgångarna. Följande grenar fanns med i programmet:
- 60m häck
- 60m sprint (end. duell)
- 8 km stads- och terränglöpning (end. huvudtävling)
- Bågskytte, 18m recurve klassisk stil
- Fäktning (end. duell)
- Klättervägg
- Kula
- Längdhopp
- Löpskytte
- Mini-triathlon (end. huvudtävling)
- Stavhopp

## Deltagare
Från slutet av juli och början av augusti 2015 presenterade Sveriges Television de 16 deltagarna för denna säsong. Några av dessa har tidigare deltagit i andra liknade tävlingsprogram, som till exempel Gladiatorerna. Vilken sport respektive deltagare var aktiv i inför programmet står inom parentes.
- Ali Yusefi, 21 år, Stockholm (boxning)
- Andreas Lifbom, 36 år, Stockholm (fotboll)
- Carmen Duarte Walker, 24 år, Sundbyberg (snowboard)
- Dajana Börjesson, 30 år, Malmö (crossfit)
- Emma Ericsson, 21 år, Oslo (truppgymnastik)
- Jennie Glarbjerg, 24 år, Göteborg (slägga)
- Kija Habibzadah, 33 år, Malmö (dans)
- Lasse Ohtamaa, 35, Tumba (tiokamp)
- Linda Holmström, 36 år, Oxelösund (hinderbanelöpning, OCR)
- Linus Werneman, 23 år, Solna (ishockey)
- Linnea Elfström Schederin, 22 år, Söderhamn (handboll)
- Max Pisano, 21 år, Stockholm (crossfit)
- Patrik Sjöö, 23 år, Stockholm (friidrott, sprint)
- Phillip-Lloyd Rochester, 32 år, Stockholm (basket)
- Rasmus Tjärndal, 30 år, Mölnlycke (stavhopp)
- Saga Sundberg, 29 år, Sundbyberg (allround- och långdistansmotionär)

## Resultat

### Totalplacering över hela säsongen
Schemat visar hur paruppställningarna för varje avsnitt samt hur de tävlande placerar sig i respektive avsnitt. 
I första kolumnen står placering i tävlingarna och i andra kolumnen står namnet på den partner deltagaren har i respektive avsnitt.
| Stadium: | Stadium: | Partävling | Partävling | Partävling | Partävling | Partävling | Partävling | Partävling | Partävling | Partävling | Partävling | Partävling | Partävling | Individuellt           | Individuellt           | Partävling | Partävling |
| Datum:   | Datum:   | 22/8       | 22/8       | 29/8       | 29/8       | 5/9        | 5/9        | 12/9       | 12/9       | 19/9       | 19/9       | 26/9       | 26/9       | 3/10                   | 3/10                   | 10/10      | 10/10      |
| Plats    | Tävlande | Resultat   | Resultat   | Resultat   | Resultat   | Resultat   | Resultat   | Resultat   | Resultat   | Resultat   | Resultat   | Resultat   | Resultat   | Resultat               | Resultat               | Resultat   | Resultat   |
| 1        | Carmen   | 2          | Linus      | 5          | Linus      | 4          | Linus      | 4          | Linus      | 3          | Lasse      | 1          | Lasse      |                        |                        | Vinnare    | Lasse      |
| 1        | Lasse    | 4          | Linnea     | 2          | Linnea     | 3          | Linnea     | 5          | Linnea     | 3          | Carmen     | 1          | Carmen     |                        |                        | Vinnare    | Carmen     |
| 2        | Jennie   | 5          | Rasmus     | 3          | Rasmus     | 2          | Rasmus     | 3          | Rasmus     | 4          | Rasmus     | 2          | Rasmus     |                        |                        | Tvåa       | Andreas    |
| 2        | Andreas  | 1          | Linda      | 1          | Linda      | 1          | Linda      | 2          | Linda      | 2          | Linda      | 3          | Linda      |                        |                        | Tvåa       | Jennie     |
| 3        | Kija     | 3          | Ali        | 4          | Ali        | 5          | Ali        |            |            |            |            |            |            | X3                     | X3                     | Utslagen   | Patrik     |
| 3        | Patrik   | 7          | Dajana     | 7          | Emma       |            |            |            |            |            |            |            |            | X3                     | X3                     | Utslagen   | Kija       |
| 42       | Linda    | 1          | Andreas    | 1          | Andreas    | 1          | Andreas    | 2          | Andreas    | 2          | Andreas    | 3          | Andreas    | Utslagna i duellen     | Utslagna i duellen     |            |            |
| 42       | Rasmus   | 5          | Jennie     | 3          | Jennie     | 2          | Jennie     | 3          | Jennie     | 4          | Jennie     | 2          | Jennie     | Utslagna i duellen     | Utslagna i duellen     |            |            |
| 52       | Ali      | 3          | Kija       | 4          | Kija       | 5          | Kija       | 1          | Emma       | 1          | Emma       |            |            | Utslagna i kvaltävling | Utslagna i kvaltävling |            |            |
| 52       | Dajana   | 7          | Patrik     |            |            |            |            |            |            |            |            |            |            | Utslagna i kvaltävling | Utslagna i kvaltävling |            |            |
| 52       | Emma     | 8          | Phillip    | 7          | Patrik     | 6          | Max        | 1          | Ali        | 1          | Ali        |            |            | Utslagna i kvaltävling | Utslagna i kvaltävling |            |            |
| 52       | Linnea   | 4          | Lasse      | 2          | Lasse      | 3          | Lasse      | 5          | Lasse      |            |            |            |            | Utslagna i kvaltävling | Utslagna i kvaltävling |            |            |
| 52       | Linus    | 2          | Carmen     | 5          | Carmen     | 4          | Carmen     | 4          | Carmen     |            |            |            |            | Utslagna i kvaltävling | Utslagna i kvaltävling |            |            |
| 52       | Max      | 6          | Saga       | 6          | Saga       | 6          | Emma       |            |            |            |            |            |            | Utslagna i kvaltävling | Utslagna i kvaltävling |            |            |
| 52       | Phillip  | 8          | Emma       |            |            |            |            |            |            |            |            |            |            | Utslagna i kvaltävling | Utslagna i kvaltävling |            |            |
| 52       | Saga     | 6          | Max        | 6          | Max        |            |            |            |            |            |            |            |            | Utslagna i kvaltävling | Utslagna i kvaltävling |            |            |

| Finalister | Utslagna i pgm 1-7 | Vidare från huvudtävling | Vidare från kvaltävlingen | Duellant | Utslagen i duell | Tävlade inte |

1 Emma & Ali vann huvudtävlingen men blev inte direktkvalificerade till nästa program. Detta för att reglerna vid tillfället hade ändrats. Dock vann de rätten att välja gren till den avgörande duellen som de riskerade att hamna i om de förlorade kvaltävlingen, vilket de sedermera också gjorde.

2 Inför näst sista programmet meddelades det att två av de utslagna deltagarna skulle ta sig till finalen som wildcards. Övriga deltagare står i bokstavsordning då det aldrig gjordes en totaltabell över de utslagna deltagarna i kvalprogrammet.

3 I det sjunde programmet tävlade deltagarna individuellt och därför anges inte någon slutplacering här.

## Tittarsiffror
Noteringar
- ^  Lista på de mest sedda programmen på SVT1 dagen avsnittet sändes.